# Синис
Синис или Синид (др.-греч. Σίνις) — в греческой мифологии сын Полипемона и Силеи (дочери Коринфа, или Пемона, или Посейдона и Силеи). Имел прозвище Питиокампт («сосносгибатель»).
Синис жил на Коринфском перешейке и нападал на путников, грабя их и привязывая к двум соснам, которые пригибал друг к другу и отпускал, вследствие чего тела его жертв разрывались надвое. Синид был убит Тесеем, который, будучи родственником разбойника по материнской линии, должен был впоследствии очиститься от убийства при алтаре Зевса и установить в память убитого игры, названные «Истмийскими».
Дочь Синида Перигуна родила от Тесея Меланиппа.